# Дебежево
Дебежево — деревня в Свердловском районе Орловской области. Входит в состав Яковлевского сельского поселения.

## География
Уличная сеть представлена одним объектом: Полевая улица. 
Географическое положение: в 6 километрах от районного центра — посёлка городского типа Змиёвка, в 34 километрах от областного центра — города Орёл и в 347 километрах от столицы — Москвы.

## Население
| 2010 |
| ---- |
| 5    |

## Транспорт
Поселковые (сельские) дороги. Подъезд к автодороге Р119 Орёл—Ливны—Елец—Липецк—Тамбов.
Ближайшая железнодорожная станция — Змиёвка находится в райцентре Змиёвка.